# Berra, Emilia-Romagna
Berra är en ort och frazione i kommunen Riva del Po i provinsen Ferrara i regionen Emilia-Romagna i Italien. 
Kommunen upphörde den 1 januari 2019 och bildade med den tidigare kommunen Ro den nya kommunen Riva del Po. Den tidigare kommunen hade 4 656 invånare (2018).